# 2007年足球
请参看：
- 丁亥年（豬年）
- 2007年电影
- 2007年文学
- 2007年音乐
- 2007年体育
- 2007年电视
- 香港2007年
- 逝世公告

以下記載著2007年世界各地有關足球的重要事件，包括曾經發生過的大事和國際性賽事、各地聯賽及盃賽冠軍、球員獎項、退役名將以及逝世球員。

## 大事紀

### 1月至3月
- 1月11日－英格蘭球星大衛碧咸拒與皇家馬德里續約，決定加盟美國球會洛杉磯銀河簽約五年，亦創下了足球歷史上最高薪酬的新紀錄。[1]
- 1月16日－前德國國家隊中場。[2]，因長期膝傷決定以27歲之齡結束職業足球員生涯。
- 1月26日－前法國名將柏天尼當選成為歐洲足協新任主席。
- 1月30日－前世界足球先生兼皇家馬德里前鋒朗拿度以750萬歐元加盟AC米蘭。
- 2月2日－一場卡坦尼亞主場迎戰巴勒莫的意大利甲組聯賽中，該場稱為西西里德比的大戰發生球迷騷亂，導致一名警員死亡，另一警員則重傷，意大利足總決定無限期暫停所有聯賽賽事。[3]
- 2月20日 － 中國球員孫祥代表PSV燕豪芬於歐聯十六強首回合對阿仙奴獲派上陣，成為歐聯史上首位上陣的中國球員。[4]
- 2月25日 － 第47屆英格蘭聯賽盃決賽，賽事首次由兩支倫敦球會阿仙奴及車路士爭奪，最終車路士反勝2:1第四度贏得冠軍。
- 3月1日－國際米蘭在意甲聯賽第26輪與烏甸尼斯打成一比一平手，正式終結前者保持連續十七場聯賽的連勝紀錄。[5][6]。
- 3月9日 － 經歷4年時間重建的溫布萊球場正式完工，並將球場的擁有權交給了英格蘭足球總會。
- 3月24日 － 從塞爾維亞及黑山脫離獨立的黑山，於首都波德戈里察進行首場國際比賽，並以2比1擊敗匈牙利。[7]。

### 4月至6月
- 4月21日－里昂因聯賽次名圖盧茲二比三不敵雷恩，提前六輪聯賽慶祝球會連續第六年奪得聯賽冠軍，亦是歐洲五大聯賽[8]歷史上首支聯賽六連冠隊伍[9]。
- 4月22日
  - 些路迪以二比一擊敗基爾馬諾克成功衛冕蘇格蘭超級足球聯賽冠軍。
  - 國際米蘭提前五輪奪得意大利甲組足球聯賽冠軍。[10]
- 4月29日
  - PSV燕豪芬在荷甲聯賽最後一周前位列第三，但隨聯賽前列球隊阿積士及阿爾克馬爾反壓對手成功衛冕冠軍。
  - 辭去擔任8年的保頓領隊一職，及後在5月15日加盟另一支英超球會紐卡素。
- 5月6日－曼聯因聯賽次名車路士被阿仙奴迫和一比一，令前者提前二輪聯賽慶祝球會繼2003年再次奪得英格蘭超級聯賽冠軍。[11]。
- 5月9日－南特於法甲聯賽以一比二不敵馬賽後，令球會44年來首次降落法國乙組聯賽。[12]
- 5月16日－在蘇格蘭格拉斯哥舉行的歐洲足協盃決賽，塞维利亚與愛斯賓奴在法定時間打成二比二平手，前者於十二碼階段以三比一擊敗後者成功衛冕[13] [14]。
- 5月19日
  - 史特加闊別15年後再次奪得德國甲組足球聯賽冠軍。
  - 效力AC米蘭長達二十三年的守將哥斯達古達，以隊長身份最後一場代表球隊於聯賽上陣，更在比賽中罰進一粒點球[15]。
  - 英格蘭足總盃決賽重新在溫布萊球場舉行，並由應屆英超冠亞軍曼聯及車路士爭奪，最終車路士於加時階段1:0擊敗對手第四次奪標。
- 5月20日－前巴西國家隊前鋒羅馬里奧在巴甲聯賽對拉菲斯體育會時射入其個人職業生涯第1,000個入球[16]
- 5月23日－在希臘雅典舉行的歐洲冠軍聯賽決賽，AC米蘭以二比一擊敗利物浦第七度奪標。[17]
- 6月17日－西甲煞科戰中，縱然巴塞隆拿以4:1大勝，但同時作戰的皇家馬德里由於以3:1戰勝，故成為從奪闊別4年的聯賽錦標。
- 6月20日－阿根廷勁旅小保加在南美自由盃決賽次回合2比0擊敗巴西的甘美奧，前者以總比數5比0第六度獲得冠軍。
- 6月23日
  - 荷蘭以主辦國身份殺入歐洲21歲以下青年足球錦標賽決賽，並且以4:1戰勝塞爾維亞成功衛冕冠軍。[18]
  - 英超球會阿仙奴前鋒亨利轉投西甲球會巴塞隆拿，轉會費達1600萬英鎊。
- 6月24日－美國在美洲金盃決賽以2:1擊敗墨西哥第四次奪標。

### 7月至9月
- 7月4日 － 英格蘭球會利物浦以破球會轉會費紀錄的2,200英鎊簽入馬德里體育會隊長費蘭度托利斯[19]。
- 7月15日－首次在委內瑞拉舉辦美洲國家盃中，巴西以3-0擊敗阿根廷得以第8次奪標。
- 7月22日－在加拿大舉行的世青盃中，阿根廷以2:1擊敗捷克得以第6次奪標。
- 7月29日－在印尼雅加達舉行的亞洲盃決賽中，伊拉克以1:0擊敗沙地阿拉伯，歷史性首次奪得冠軍。
- 8月28日－西維爾中場、西班牙國腳佩雅達在對赫塔费昏迷第三天後於醫院逝世，享年22歲[20]。
- 8月31日－AC米蘭在歐洲超級盃以3比1擊敗西維爾，破紀錄第五次奪標。
- 9月30日 － 車路士領隊摩連奴在歐聯分組賽主場對洛辛堡賽和1比1後，宣佈與球會解除合同。[21]
- 9月30日－中國上海舉行的女子世界盃決賽，德國以2:0擊敗巴西，成為首支衛冕女足世界杯冠軍的球隊。

### 10月至12月
- 10月17日 － 蒂埃里·亨利代表法國對立陶苑的歐洲國家盃外圍賽攻入一球，以43球打破名宿柏天尼成為法國國家隊最多入球紀錄者。
- 11月8日 － 前荷蘭國腳古列治執教美國的洛杉磯銀河，簽訂了三年的合約[22]。
- 11月17日 － 英格蘭於歐洲國家盃外圍賽以2比3主場不敵克羅地亞，賽後外圍賽總成績排落後於克羅地亞及俄羅斯之後只得第3名，是繼1994年世界盃後再次緣盡國際大型賽事決賽週。
- 12月2日
  - 拉努斯體育會（Club Atlético Lanús）在阿根廷春季足球联赛最後一輪作客迫和小保加1比1，歷史性奪得球會首次阿根廷甲組足球聯賽冠軍。[23]
  - AC米蘭中場球員卡卡以444分擊敗阿根廷的美斯及葡萄牙的C朗拿度，當選今屆歐洲足球先生[24]。
- 12月5日 － 阿根廷球會沙蘭迪兵工廠於南美球會盃決賽次回合雖然以1比2不敵阿美利加，但總比數打成4比4，前者以作客入球優惠首次獲得國際賽事冠軍。
- 12月14日 － 英格蘭委任意大利著名領隊卡比路執教，簽訂了四年半的合約[25]。
- 12月16日 － AC米蘭以4:2擊敗阿根廷勁旅小保加首次奪得世界冠軍球會盃，同時並打破對手保持著贏得17項國際性賽事冠軍的紀錄。
- 12月17日 － 巴西中場卡卡繼歐洲足球先生之後，首度獲得世界足球先生。

## 各地聯賽及盃賽冠軍

### 亞洲（AFC）
| 國家     | 最高級別聯賽                                                                                    | 聯賽冠軍                             | 盃賽冠軍 |
| -------- | ----------------------------------------------------------------------------------------------- | ------------------------------------ | -------- |
| 阿富汗   | 超級聯賽：喀布爾奧爾杜                                                                          |                                      |          |
| 澳洲     | 甲組聯賽：墨尔本胜仗                                                                            | 季前挑戰盃：阿德萊德聯               |          |
| 巴林     | 超級聯賽：穆哈拉格                                                                              |                                      |          |
| 孟加拉   | 職業聯賽：Abahani Ltd                                                                           |                                      |          |
| 不丹     | 甲組聯賽：運輸聯                                                                                |                                      |          |
| 中國     | 超級聯賽：長春亞泰 甲組聯賽：廣州醫藥                                                           | 足協杯：因國奧隊備戰北京奧運而停辦   |          |
| 中華台北 | 企足聯賽：台電                                                                                  |                                      |          |
| 香港     | 甲組聯賽：南華 乙組聯賽：東寶（放棄升上甲組資格） 丙組（甲）聯賽：屯門 丙組（地區）聯賽：香港09 | 足總盃：南華 銀牌：南華 聯賽盃：傑志 |          |
| 日本     | 甲組聯賽：鹿島鹿角 乙組聯賽：札幌岡薩多                                                         | 天皇杯：鹿島鹿角 聯賽盃：大阪飛腳    |          |
| 南韓     | 甲組聯賽：浦項製鐵                                                                              | 足協杯：全南天龍                     |          |
| 澳門     | 甲組聯賽：藍白                                                                                  |                                      |          |
| 馬爾代夫 | 足球聯賽：新拉迪安特                                                                            |                                      |          |
| 蒙古     | 足球联赛：额日西莫                                                                              |                                      |          |
| 新加坡   | 職業聯賽：新加坡武裝部隊                                                                        | 新加坡杯：新加坡武裝部隊             |          |

### 非洲（CAF）
| 國家       | 聯賽冠軍                             | 盃賽冠軍                                    |
| ---------- | ------------------------------------ | ------------------------------------------- |
| 阿爾及利亞 | 國家錦標賽：ES塞蒂夫                 | 阿爾及利亞盃：MC阿爾及爾 超級盃：MC阿爾及爾 |
| 安哥拉     | 甲組聯賽：國際羅安達（Inter Luanda） |                                             |
| 貝寧       | 甲組聯賽：Tonnerre d'Abomey FC       |                                             |
| 埃及       | 甲組聯賽：艾哈利                     | 埃及盃：艾哈利 超級盃：MC艾哈利             |
| 尼日利亞   | 尼日利亞：安耶巴                     |                                             |

### 中北美及加勒比海地區（CONCACAF）
| 國家 | 聯賽冠軍             | 盃賽冠軍 |
| ---- | -------------------- | -------- |
| 美國 | 大聯盟：侯斯頓戴拿模 |          |

### 南美洲（CONMEBOL）
| 國家     | 最高級別聯賽                                      | 聯賽冠軍         | 盃賽冠軍 |
| -------- | ------------------------------------------------- | ---------------- | -------- |
| 阿根廷   | 春季甲組聯賽：聖羅倫素 秋季甲組聯賽：拉努斯       |                  |          |
| 玻利維亞 | 春季甲組聯賽：皇家波托西 秋季甲組聯賽：聖荷西     |                  |          |
| 巴西     | 甲組聯賽：聖保羅                                  | 巴西盃：富明尼斯 |          |
| 智利     | 春季甲組聯賽：高魯高魯 秋季甲組聯賽：高魯高魯     |                  |          |
| 哥倫比亞 | 春季甲組聯賽：卡利體育會 秋季甲組聯賽：國民體育會 |                  |          |
| 厄瓜多爾 | 甲組聯賽：LDU基多                                 |                  |          |
| 巴拉圭   | 甲組聯賽：利伯泰迪                                |                  |          |
| 秘魯     | 甲組聯賽：聖馬丁大學                              |                  |          |
| 烏拉圭   | 甲組聯賽：丹比奧                                  |                  |          |
| 委內瑞拉 | 甲組聯賽：卡拉卡斯                                |                  |          |

### 大洋洲（OFC）
| 新西蘭         | 錦標賽：怀塔科拉联   |
| 巴布亞新畿內亞 | 錦標賽：             |
| 薩摩亞         | 國家聯賽：Gruz Azull |

### 歐洲（UEFA）
| 國家       | 最高級別聯賽                | 聯賽冠軍                                           | 盃賽冠軍                   |
| ---------- | --------------------------- | -------------------------------------------------- | -------------------------- |
| 阿爾巴尼亞 | 甲組聯賽：地拉那（23）      | 阿爾巴尼亞盃：KS Besa Kavajë（1）                  |                            |
| 安道爾     | 甲組聯賽：FC流浪（2）       | 安道爾盃：聖達哥林瑪足球會（7） 超級盃：           |                            |
| 亞美尼亞   | 甲組聯賽：埃里溫佩歷克      | 亞美尼亞盃：FC Banants 超級盃：                    |                            |
| 奧地利     | 超級聯賽：薩爾斯堡紅牛      | 奧地利盃：FK奧地利維也納                           |                            |
|            | 甲組聯賽：哈扎爾利高倫      | 亞塞拜然盃：哈扎爾利高倫                           |                            |
| 白俄羅斯   | 超級聯賽：巴迪              | 白俄羅斯盃：FC Dinamo Brest                        |                            |
| 比利時     | 甲組聯賽：安德列治          | 比利時盃：布魯日                                   |                            |
|            | 超級聯賽：FK Sarajevo       | 波斯尼亞盃：NK Široki Brijeg                       |                            |
| 保加利亞   | 甲組聯賽：索菲亚列夫斯基    | 保加利亞盃：索菲亚列夫斯基                         |                            |
|            | 甲組聯賽：薩格勒布戴拿模    | 克羅地亞盃：薩格勒布戴拿模                         |                            |
|            | 甲組聯賽：阿普爾            | 賽普勒斯盃：Anorthosis Famagusta                   |                            |
| 捷克       | 甲組聯賽：布拉格斯巴達      | 捷克盃：布拉格斯巴達                               |                            |
| 丹麥       | 超級聯賽：哥本哈根          | 丹麥盃：奧丹斯                                     |                            |
| 英格蘭     | 超級聯賽：曼聯              | 足總盃：車路士 聯賽盃：車路士 社區盾：曼聯         |                            |
| 愛沙尼亞   | 甲組聯賽：塔林利瓦迪亚      |                                                    |                            |
| 法羅群島   | 甲組聯賽：NSI魯納維克       |                                                    |                            |
| 芬蘭       | 超級聯賽：坦佩雷联          | 聯賽盃：拉迪 芬蘭盃：坦佩雷联                      |                            |
| 法國       | 甲組聯賽：里昂              | 法國盃： 聯賽盃：波尔多                            |                            |
| 格魯吉亞   | 甲組聯賽：FC Olimpi Rustavi |                                                    |                            |
| 德國       | 甲組聯賽：史特加            | 德國盃：紐倫堡 聯賽盃：拜仁慕尼黑                  |                            |
| 希臘       | 超級聯賽：奧林比亞高斯      | 希臘盃：AE Larissa                                 |                            |
| 匈牙利     | 甲組聯賽：德佈雷辛尼VSC     | 匈牙利盃：布達佩斯漢維特                           |                            |
| 冰島       | 超級聯賽：Valur             | 冰島盃：夏拿佐杜亞                                 |                            |
| 以色列     | 超級聯賽：耶路撒冷比達      |                                                    |                            |
| 義大利     | 甲組聯賽：國際米蘭          | 意大利盃：羅馬 超級盃：羅馬                        |                            |
| 哈薩克     | 超級聯賽：FC Aktobe         | 哈薩克盃：FC Tobol                                 |                            |
| 拉脫維亞   | 超級聯賽：雲特史比斯        | 拉脫維亞盃：雲特史比斯                             |                            |
| 列支敦斯登 | 列支敦斯登沒有舉辦本土聯賽  | 列支敦斯登沒有舉辦本土聯賽                         | 列支敦斯登沒有舉辦本土聯賽 |
| 立陶宛     | 甲組聯賽：FBK考那斯         |                                                    |                            |
| 盧森堡     | 甲組聯賽：F91杜迪蘭治       | 盧森堡盃：F91杜迪蘭治                              |                            |
| 馬其頓     | 甲組聯賽：FK Pobeda         | 馬其頓盃：FK Vardar                                |                            |
| 馬爾他     | 超級聯賽：馬爾薩什洛克      | 馬爾他盃：希伯尼安斯                               |                            |
| 摩爾多瓦   | 國家聯賽：舒列夫            |                                                    |                            |
| 黑山       | 甲組聯賽：薛達（1）         | 黑山盃：FK Rudar                                   |                            |
| 荷蘭       | 甲組聯賽：PSV燕豪芬         | 荷蘭盃：阿積士 超級盃：阿積士                      |                            |
| 北愛爾蘭   | 超級聯賽：連菲特（47）      | 北愛爾蘭盃：連菲特（38）                           |                            |
| 挪威       | 超級聯賽：白蘭恩            | 挪威盃：利尼史特朗                                 |                            |
| 波蘭       | 甲組聯賽：盧布林薩格勒比    | 波蘭盃：哥斯連 波蘭聯賽盃：哥斯連                  |                            |
| 葡萄牙     | 超級聯賽：波圖              | 葡萄牙盃：士砵亭 超級盃：未舉行                    |                            |
| 愛爾蘭     | 超級聯賽：德羅赫達聯        | 足總盃：曲克城 聯賽盃：德利城 斯坦塔盃：德羅赫達聯 |                            |
| 羅馬尼亞   | 甲組聯賽：布加勒斯特戴拿模  | 羅馬尼亞盃：布加勒斯特迅速                         |                            |
| 俄羅斯     | 超級聯賽：辛尼特            | 俄羅斯盃：莫斯科火車頭                             |                            |
| 聖馬力諾   | 甲組聯賽：梅拿達            |                                                    |                            |
| 蘇格蘭     | 超級聯賽：些路迪            | 足總盃：些路迪 聯賽盃：喜百年                      |                            |
| 塞爾維亞   | 超級聯賽：貝爾格萊德紅星    | 塞爾維亞盃：貝爾格萊德紅星                         |                            |
| 斯洛伐克   | 甲組聯賽：MSK施爾納         |                                                    |                            |
| 斯洛文尼亞 | 甲組聯賽：NK Domžale        |                                                    |                            |
| 西班牙     | 甲組聯賽：皇家馬德里        | 西班牙盃：西維爾 超級盃：西維爾                    |                            |
| 瑞典       | 超級聯賽：哥登堡            | 瑞典盃：卡爾馬                                     |                            |
| 瑞士       | 超級聯賽：苏黎世            | 瑞士盃：巴素利                                     |                            |
| 土耳其     | 超級聯賽：費倫巴治          | 土耳其盃：比錫達斯                                 |                            |
| 烏克蘭     | 超級聯賽：基輔戴拿模        | 烏克蘭盃：基輔戴拿模                               |                            |
| 威爾斯     | 超級聯賽：新圣人            | 威爾斯盃：卡馬頓城                                 |                            |

## 國際性賽事

### 球會賽事
| 賽事             | 賽事               | 決賽舉行地點    | 冠軍                                       | 決賽比數 |
| ---------------- | ------------------ | --------------- | ------------------------------------------ | -------- |
| 世界             | 世界冠軍球會盃     | 日本橫濱        | AC米蘭                                     | 4 - 2    |
| 歐洲             |                    |                 |                                            |          |
|                  | 苏格兰格拉斯哥     | 西維爾          | 1 - 1 （加時 2 - 2， 十二碼3 - 1）         |          |
|                  | 希腊雅典           | AC米蘭          | 2 - 1                                      |          |
| 歐洲超霸盃       | 法國摩納哥         | AC米蘭          | 3 - 1                                      |          |
| 南美洲           |                    |                 |                                            |          |
| 南美自由盃       | 決賽採用主客制進行 | 小保加          | 5 - 0                                      |          |
| 南美球會盃       | 決賽採用主客制進行 | 沙蘭迪兵工廠    | 4 - 4 1                                    |          |
| 中北美洲         |                    |                 |                                            |          |
| 中北美聯賽冠軍盃 | 決賽採用主客制進行 | 帕丘卡          | 兩回合 2 - 2 （加時 0 - 0， 十二碼 7 - 6） |          |
| 北美洲聯賽超級盃 | 美国洛杉磯         | 帕丘卡          | 1 - 1 （加時 1 - 1， 十二碼 4 - 3）        |          |
| 亞洲             |                    |                 |                                            |          |
| 亞洲聯賽冠軍盃   | 決賽採用主客制進行 | 浦和紅鑽        | 3 - 1                                      |          |
| 亞洲足協盃       | 決賽採用主客制進行 | 薩巴普          | 2 - 1                                      |          |
| 亞洲足協會長盃   | 巴基斯坦拉合爾     | 多多伊迪納摩    | 2 - 1                                      |          |
| A3冠軍杯         | 中国濟南           | 上海申花        | 以單循環形式進行                           |          |
| 非洲             |                    |                 |                                            |          |
| 非洲聯賽冠軍盃   | 決賽採用主客制進行 | Étoile du Sahel | 3 - 1                                      |          |
| 非洲足球聯合會盃 | 決賽採用主客制進行 | CS Sfaxien      | 5 - 2                                      |          |
| 大洋洲           |                    |                 |                                            |          |
| 大洋洲聯賽冠軍盃 | 決賽採用主客制進行 | 韋達基利聯      | 2 - 2 2                                    |          |

- 1 沙蘭迪兵工廠憑作客入球優惠勝出
- 2 韋達基利聯憑作客入球優惠勝出

### 國家隊賽事
| 賽事                 | 賽事                                    | 舉行地點       | 冠軍         | 亞軍                          | 決賽比數                            |
| -------------------- | --------------------------------------- | -------------- | ------------ | ----------------------------- | ----------------------------------- |
| 世界                 | 世青盃                                  | 加拿大多倫多   | 阿根廷       | 捷克                          | 2 - 1                               |
| 世界                 | 沙灘足球世界盃                          | 巴西里約熱內盧 | 巴西         | 墨西哥                        | 8 - 2                               |
| 世界                 | 世青U-17                                | 首爾           | 奈及利亞     | 西班牙                        | 90分鐘0 - 0 加時賽0 - 0 十二碼3 - 0 |
| 世界                 | 土倫盃                                  | 法國土倫       | 法國         | 中國                          | 3 - 1                               |
| 世界                 | 女子世界盃                              | 中国上海       | 德国         | 巴西                          | 2 - 0                               |
| 世界                 | 國際島國運動會足球比賽                  | 羅得島         | 直布羅陀     | 羅得島                        | 4 - 0                               |
| 世界                 | 加夫盃                                  | 葡萄牙阿爾加夫 | 美国         | 丹麦                          | 2 - 0                               |
| 歐洲                 |                                         |                |              |                               |                                     |
| 歐洲U-21國家盃       | 荷蘭格羅寧根                            | 荷蘭U-21       | 塞爾維亞U-21 | 4 - 1                         |                                     |
| 歐洲U-19國家盃       | 奥地利                                  | 西班牙U-19     | 希臘U-19     | 1 - 0                         |                                     |
| 歐洲U-17國家盃       | 比利时                                  | 西班牙U-17     | 英格蘭U-17   | 1 - 0                         |                                     |
| 歐洲室內足球錦標賽   | 葡萄牙                                  | 西班牙         | 意大利       | 3 - 1                         |                                     |
| 女子歐洲U-19國家盃   | 冰島                                    | 德国           | 英格兰       | 90分鐘0 - 0 加時賽2 - 0       |                                     |
| 南美洲               |                                         |                |              |                               |                                     |
| 美洲國家盃           | 委內瑞拉                                | 巴西           | 阿根廷       | 3 - 0                         |                                     |
| 美洲金盃             | 美国                                    | 美国           | 墨西哥       | 2 - 1                         |                                     |
| 南美青年足球錦標賽   | 巴拉圭                                  | 巴西           | 阿根廷       | 以單循環形式進行              |                                     |
| 亞洲                 |                                         |                |              |                               |                                     |
| 亞洲盃               | 泰國 · 马来西亚 · 委內瑞拉 · 印度尼西亞 | 伊拉克         | 沙地阿拉伯   | 1 - 0                         |                                     |
| 東南亞足球錦標賽     | 泰國 · 新加坡                           | 新加坡         | 泰國         | 3 - 2                         |                                     |
| 西亞足球錦標賽       | 约旦                                    | 伊朗           | 伊拉克       | 2 - 1                         |                                     |
| 東南亞青年足球冠軍賽 |                                         | 泰國U21        | 緬甸U21      | 0 - 0 加時 0 - 0 十二碼 5 - 4 |                                     |
| 東南亞足球協會盃U-20 | 越南                                    | 越南U-20       | 馬來西亞U-20 | 1 - 0                         |                                     |
| 海灣盃               | 阿联酋                                  | 阿拉伯         | 阿曼         | 1 - 0                         |                                     |
| 麒麟盃               | 日本                                    | 日本           | 哥倫比亞     | 以單循環形式進行              |                                     |
| 亞洲女子(U-19)冠軍盃 | 中国重慶                                | 北韓           | 日本         | 1 - 0                         |                                     |
| 亞洲女子(U-16)冠軍盃 | 马来西亚                                | 北韓           | 日本         | 3 - 0                         |                                     |
| 東南亞女子足球錦標賽 | 緬甸                                    | 緬甸           | 泰國         | 0 - 0 加時賽1 - 1 十二碼4 - 1 |                                     |
| 非洲                 |                                         |                |              |                               |                                     |
| 非洲青年足球錦標賽   | 刚果民主共和国                          | 剛果民主共和國 | 奈及利亞     | 1 - 0                         |                                     |

## 國際足協世界排名首10位

### 1月至6月
| 1月      | 2月    | 3月    | 4月    | 5月    | 6月    |
| -------- | ------ | ------ | ------ | ------ | ------ |
| 巴西     | 義大利 | 阿根廷 | 義大利 | 義大利 | 義大利 |
| 義大利   | 巴西   | 義大利 | 阿根廷 | 巴西   | 法國   |
| 阿根廷   | 阿根廷 | 巴西   | 巴西   | 阿根廷 | 巴西   |
| 法國     | 法國   | 法國   | 法國   | 法國   | 德国   |
| 德国     | 德国   | 德国   | 德国   | 德国   | 阿根廷 |
| 英格兰   | 英格兰 | 英格兰 | 荷蘭   | 荷蘭   | 葡萄牙 |
| 荷蘭     | 荷蘭   | 荷蘭   | 葡萄牙 | 葡萄牙 | 西班牙 |
| 葡萄牙   | 葡萄牙 | 葡萄牙 | 英格兰 | 英格兰 | 英格兰 |
| 奈及利亞 | 捷克   | 捷克   | 西班牙 | 西班牙 | 荷蘭   |
| 捷克     | 西班牙 | 西班牙 | 捷克   | 捷克   | 捷克   |

### 7月至12月
| 7月    | 8月    | 9月    | 10月   | 11月   | 12月   |
| ------ | ------ | ------ | ------ | ------ | ------ |
| 巴西   | 巴西   | 義大利 | 阿根廷 | 阿根廷 | 阿根廷 |
| 阿根廷 | 阿根廷 | 阿根廷 | 巴西   | 巴西   | 巴西   |
| 義大利 | 義大利 | 巴西   | 義大利 | 義大利 | 義大利 |
| 法國   | 法國   | 德国   | 法國   | 西班牙 | 西班牙 |
| 德国   | 德国   | 荷蘭   | 德国   | 德国   | 德国   |
| 荷蘭   |        | 法國   | 西班牙 | 捷克   | 捷克   |
|        | 荷蘭   | 西班牙 | 荷蘭   | 法國   | 法國   |
| 葡萄牙 | 西班牙 | 葡萄牙 | 葡萄牙 | 葡萄牙 | 葡萄牙 |
| 西班牙 | 捷克   | 英格兰 | 捷克   | 荷蘭   | 荷蘭   |
| 墨西哥 | 葡萄牙 |        |        |        |        |

## 逝世
- 1月4日 － 山德罗·萨尔瓦多雷（Sandro Salvadore，已退役意大利國家隊後衛及祖雲達斯隊長）[27]
- 4月25日 － 阿倫波爾（英格蘭中場，1966年世界盃足球賽冠軍成員）
- 8月28日 － 佩亞達（西維爾中場、西班牙國腳，比賽時突然心臟病發暈倒，送醫後三日宣佈不治。）[20]
- 11月5日 － 尼尔斯·利德霍尔姆（已退役瑞典國家隊中場及前羅馬教練）
- 12月29日 － （马瑟韦尔中場球員）

## 著名退役球員
- 迪斯拿， 德国中場 － 成名於哈化柏林，2002年轉投拜仁慕尼黑，1999至2006年曾入選德國國家隊[28]。
- 哥斯達古達， 義大利後衛 － 球員生涯達20年只效力AC米蘭，協助取得超過20項重要賽事冠軍，1991至1998年曾入選意大利國家隊，1994年世界盃亞軍成員[29]。
- ， 義大利門將 － 曾效力多支意大利勁旅，包括羅馬、祖雲達斯、國際米蘭及拉素，1995至2007年曾入選意大利國家隊，2006年世界盃冠軍成員[30]。
- ， 德国中場 － 成名於拜仁慕尼黑，累積上陣次數超過400場比賽，協助取得超過20項重要賽事冠軍，1995至2002年曾入選德國國家隊，1996年歐國盃冠軍成員[31]。
- 卡雷尔·波博尔斯基， 捷克中場 － 成名於曼聯，1994至2006年曾入選捷克國家隊，是第一位代表捷克出場達100次的球員，1996年歐國盃亞軍成員[32]。
- 阿里戴伊， 伊朗前鋒 － 1993至2006年曾入選伊朗國家隊，是首位代表國家隊在國際賽攻入100球的球員。
- 蘇斯克查， 挪威）[33]
- 簡察斯基， 俄羅斯）
- （ 德国）
- 歐偉倫（ 香港）
- 迪西里（ 法國）

## 獎項

### 國際性
| 獎項             | 獎項         | 得獎球員         | 國籍         | 效力球會   |
| ---------------- | ------------ | ---------------- | ------------ | ---------- |
| 世界足球先生     | 世界足球先生 | 卡卡             | 巴西         | AC米蘭     |
| 世界足球小姐     | 世界足球小姐 | 玛塔             | 巴西         | 於默奧IK   |
| 歐洲足球先生     | 歐洲足球先生 | 卡卡             | 巴西         | AC米蘭     |
| 歐洲金靴獎       | 歐洲金靴獎   | 托迪             | 義大利       | 羅馬       |
| 歐洲足球俱樂部獎 | 最有價值球員 | 卡卡             | 巴西         | AC米蘭     |
| 歐洲足球俱樂部獎 | 最佳門將     | 施治             | 捷克         | 車路士     |
| 歐洲足球俱樂部獎 | 最佳後衛     | 馬甸尼           | 義大利       | AC米蘭     |
| 歐洲足球俱樂部獎 | 最佳中場     | 施多夫           | 荷蘭         | AC米蘭     |
| 歐洲足球俱樂部獎 | 最佳前鋒     | 卡卡             | 巴西         | AC米蘭     |
| 南美足球先生     | 南美足球先生 | Salvador Cabañas | 巴拉圭       | 亞美利加   |
| 亞洲足球先生     | 亞洲足球先生 |                  | 沙烏地阿拉伯 | 艾尔海尔欧 |
| 非洲足球先生     | 非洲足球先生 | 弗雷迪·卡努特    | 馬里         | 西維爾     |

### 國家性
| 國家             | 獎項                      | 得獎球員／領隊        | 國籍      | 效力球會       |
| ---------------- | ------------------------- | --------------------- | --------- | -------------- |
| 英格兰           | 英格蘭足球先生            | 克里斯蒂亚诺·罗纳尔多 | 葡萄牙    | 曼聯           |
| 英格兰           | PFA足球先生               | 克里斯蒂亚诺·罗纳尔多 | 葡萄牙    | 曼聯           |
| 英格兰           | PFA年度最佳青年球員       | 克里斯蒂亚诺·罗纳尔多 | 葡萄牙    | 曼聯           |
| 英格兰           | PFA年度最佳青年球員       | 克里斯蒂亚诺·罗纳尔多 | 葡萄牙    | 曼聯           |
| 英格兰           | 英超年度最佳領隊          |                       | 苏格兰    | 曼聯           |
| 英格兰           | LMA賽季最佳教練           | 郭甫                  | 英格兰    | 雷丁           |
| 德国             | 德國足球先生              |                       | 德国      |                |
| 德国             | 德國足球小姐              | 比爾吉特·普林茨       | 德国      | 1. FFC法蘭克福 |
| 義大利           | 義大利足球先生            | 托迪                  | 義大利    | 羅馬           |
| 義大利           | 意甲足球先生              | 卡卡                  | 巴西      | AC米蘭         |
| 義大利           | 意甲年度最佳外援球員      | 卡卡                  | 巴西      | AC米蘭         |
| 義大利           | 意甲年度最佳年青球員      | 蒙度利禾              | 義大利    | 費倫天拿       |
| 義大利           | 意甲年度最佳年青球員      | 佩雷斯                | 義大利    | 拉素           |
| 義大利           | 意甲年度最佳後衛球員      | 馬特拉斯              | 義大利    | 國際米蘭       |
| 義大利           | 意甲年度最佳領隊          | 史巴列堤              | 義大利    | 羅馬           |
| 義大利           | 意甲年度最佳球證          | Roberto Rosetti       | 義大利    | -------        |
| 荷蘭             |                           |                       |           |                |
| 荷蘭足球先生     | 艾方素·艾維斯             | 巴西                  | 海倫芬    |                |
| 荷蘭最佳年青球員 | Ibrahim Afellay           | 荷蘭                  | PSV燕豪芬 |                |
| 苏格兰           | 蘇格蘭足球先生            | 中村俊輔              | 日本      | 些路迪         |
| 苏格兰           | 蘇格蘭PFA足球先生         | 中村俊輔              | 日本      | 些路迪         |
| 苏格兰           | 蘇格蘭PFA年度最佳青年球員 | 斯蒂文·奈史密斯       | 苏格兰    | 基爾馬諾克     |
| 苏格兰           | 蘇格蘭SPFA年度最佳領隊    |                       | 苏格兰    | 些路迪         |
| 保加利亚         | 保加利亞足球先生          | 迪米塔尔·贝尔巴托夫   | 保加利亚  | 曼聯           |
| 瑞典             | 瑞典足球先生              | 兹拉坦·伊布拉希莫维奇 | 瑞典      | 國際米蘭       |
| 香港             | 香港足球先生              | 李海強                | 中国      | 南華           |

#### 神射手
| 國家   | 聯賽     | 神射手             | 國籍   | 效力球會         | 入球數目 |
| ------ | -------- | ------------------ | ------ | ---------------- | -------- |
| 比利时 | 甲組聯賽 | François Sterchele | 比利时 | 熱米納爾比爾肖特 | 21球     |
| 英格兰 | 超級聯賽 | 杜奧巴             |        | 車路士           | 20球     |
| 法國   | 甲組聯賽 | 保列達             | 葡萄牙 | 巴黎聖日爾門     | 15球     |
| 德国   | 甲組聯賽 | 基卡斯             | 希腊   | 波琴             | 20球     |
| 義大利 | 甲組聯賽 | 托迪               | 義大利 | {羅馬            | 26球     |
| 荷蘭   | 甲組聯賽 | 艾方素·艾維斯      | 巴西   | 海倫芬           | 34球     |
| 葡萄牙 | 超級聯賽 | Liédson            | 巴西   | 賓菲加           | 15球     |
| 苏格兰 | 超級聯賽 | Kris Boyd          | 苏格兰 | 格拉斯哥流浪     | 25球     |
| 西班牙 | 甲組聯賽 | 雲尼斯杜萊         | 荷蘭   | 皇家馬德里       | 25球     |

## 備注及参考文献
1. ↑  .   [2007-05-24]. （原始内容存档于2007-04-23）.
2. ↑  .   [2007-05-24]. （原始内容存档于2019-06-07）.
3. ↑  .   [2007-12-28]. （原始内容存档于2007-02-12）.
4. ↑  .   [2007-02-22]. （原始内容存档于2007-02-22）.
5. ↑  該紀錄是歐洲五大聯賽最長連勝紀錄，前紀錄是皇家馬德里在1960-61賽季與拜仁慕尼黑在2004-05、2005-06賽季創造的15連勝。
6. ↑  .   [2016-05-18]. （原始内容存档于2017-04-06）.
7. ↑  .   [2008-05-19]. （原始内容存档于2009-01-11）.
8. ↑  是指英格蘭、德國、西班牙、意大利及法國這五大高質素職業足球聯賽。
9. ↑  .   [2007-05-22]. （原始内容存档于2009-08-04）.
10. ↑  .   [2007-05-22]. （原始内容存档于2019-06-03）.
11. ↑  .   [2007-05-22]. （原始内容存档于2019-06-04）.
12. ↑  .   [2007-05-25]. （原始内容存档于2007-05-14）.
13. ↑  西維爾亦成為1986年的皇家馬德里後首支球隊連續奪得歐洲足協盃冠軍。
14. ↑  .   [2007-05-22]. （原始内容存档于2007-05-19）.
15. ↑  AC米蘭最終敗給2比3烏甸尼斯，這個入球是哥斯達古達1991-1992賽季以來的第一粒聯賽進球。
16. ↑  Romario celebrates '1,000th goal' （页面存档备份，存于） BBC體育，2007年5月21日。
17. ↑  .   [2007-05-25]. （原始内容存档于2007-05-26）.
18. ↑  .   [2007-12-28]. （原始内容存档于2020-11-05）.
19. ↑  .   [2008-10-21]. （原始内容存档于2008-10-10）.
20. 1 2  .   [2007-08-28]. （原始内容存档于2019-06-03）.
21. ↑  .   [2008-05-19]. （原始内容存档于2007-10-31）.
22. ↑  .   [2008-01-04]. （原始内容存档于2013-06-21）.
23. ↑  .   [2008-05-19]. （原始内容存档于2013-01-01）.
24. ↑  .   [2007-12-28]. （原始内容存档于2019-06-05）.
25. ↑  .   [2008-01-04]. （原始内容存档于2020-11-20）.
26. ↑  黑山獲立後於2006年首次成立本土職業聯賽。
27. ↑  .   [2008-05-28]. （原始内容存档于2012-07-13）.
28. ↑  .   [2011-12-02]. （原始内容存档于2012-06-27）.
29. ↑  .   [2007-05-25]. （原始内容存档于2008-01-07）.
30. ↑  .   [2007-05-25]. （原始内容存档于2007-05-03）.
31. ↑  .   [2007-05-25]. （原始内容存档于2019-01-20）.
32. ↑  .   [2007-05-31]. （原始内容存档于2008-01-09）.
33. ↑  .   [2007-12-28]. （原始内容存档于2020-11-09）.